# Asiocoleoidea
Asiocoleoidea zijn een uitgestorven superfamilie van kevers uit de onderorde Myxophaga.

## Taxonomie
De superfamilie is als volgt onderverdeeld:
- Familie Asiocoleidae Rohdendorf, 1961[1]  †
- Familie Tricoleidae Ponomarenko, 1969[1]  †